# شهر خودمختار
شهر خودمختار (انگلیسی: Autonomous city) نوعی از منطقه خودمختار است.

## آرژانتین
هیئت بهسازی ۱۹۹۴ آرژانتین شهر بوئنوس آیرس را به صورت رسمی حوزه فدرال کشور آرژانتین معرفی کرد و نام آن را به شهر خودمختار بوئنوس آیرس (اسپانیایی: Ciudad Autónoma de Buenos Aires‎) تغییر داد.

## اسپانیا
در اسپانیا دو شهر سئوتا و ملیلیه به عنوان شهرهای خودمختار شناخته می‌شوند.
هر دو در سواحل شمالی آفریقای شمالی محسور شونده توسط کشور مراکش هستند و از شبه‌جزیره ایبری با تنگه جبل‌الطارق جدا شده‌اند.